# Loop Head SPA
Loop Head SPA este o arie protejată (arie de protecție specială avifaunistică — SPA) din Irlanda întinsă pe o suprafață de 377 ha, integral pe uscat.

## Localizare
Centrul sitului Loop Head SPA este situat la coordonatele 52°34′00″N 9°55′26″W / 52.566797°N 9.923882°V.

## Înființare
Situl Loop Head SPA a fost declarat arie de protecție specială avifaunistică în august 2009 pentru a proteja 6 specii de animale.

## Biodiversitate
Situată în ecoregiunea atlantică, aria protejată nu include niciun habitat protejat.
La baza desemnării sitului se află mai multe specii protejate de  păsări (6): alca (Alca torda), șoim călător (Falco peregrinus), Fulmarus glacialis, Pyrrhocorax pyrrhocorax, Rissa tridactyla, Uria aalge.
Pe lângă speciile protejate, pe teritoriul sitului au mai fost identificate 2 specii de păsări.